# 中山隧道

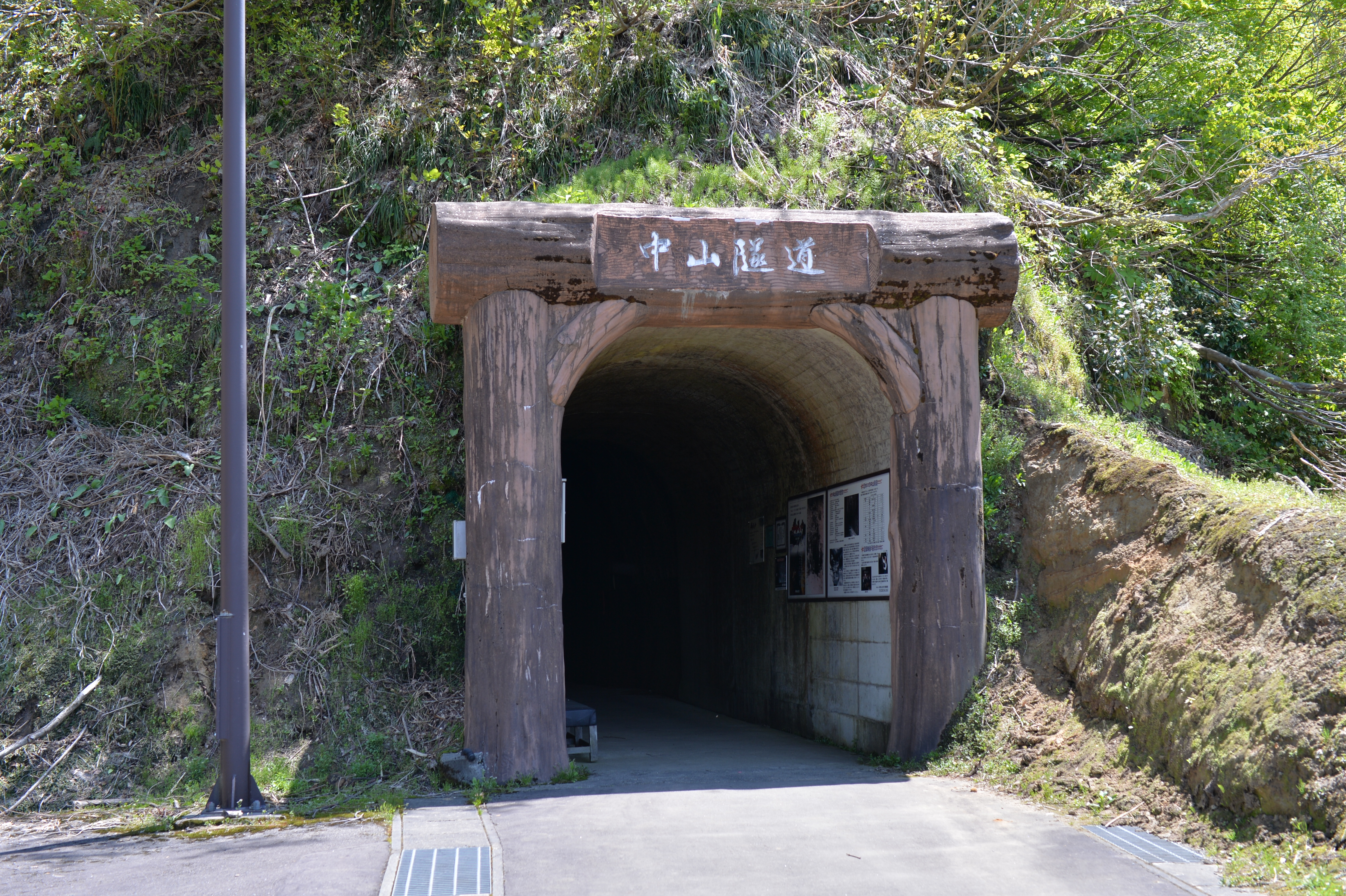
山古志側坑口

中山隧道（なかやまずいどう）は、新潟県長岡市と魚沼市間にある国道291号の旧道の隧道（トンネル）。全長は開通時点で922メートルあり、手掘りの道路トンネルとしては日本最長である。西側の坑口が長岡市山古志東竹沢、東側の坑口が魚沼市水沢に存在する 。
1933年から1949年にかけて旧東竹沢村の小松倉集落住民の労働奉仕により作られた。1998年に並行して自動車用トンネルが開通し、以後旧トンネルは史跡として整備保存されている。新中山トンネルの建設に関しては、田中角栄の関与が知られる。関連作品として橋本信一のドキュメンタリー映画「掘るまいか 手掘り中山隧道の記録」がある。2006年に土木学会選奨土木遺産に選定された。

## 歴史
旧東竹沢村小松倉集落（地図 - Google マップ）は四方を山に囲まれた入り組んだ山あいにある。かつてこの地区の住民が買い物や病院に行くためには、中山峠を越えた広神村経由で小出町に出るしか術がなかった。中山峠越えは、普段でも1時間以上かかる道のりで、冬場になれば日本有数の豪雪地帯のため積雪は4メートルを超し、吹雪にも遭うため通行は困難を極めた。しかしついに、1932年（昭和7年）に隧道を建設することが集落の住民たちで話し合いによって決められた。翌1933年（昭和8年）11月12日から隧道の掘削工事が始められ、集落の住民たちは無報酬でありながらも交代で、しかも見通しも立たない状況のなかでツルハシなどを使用してすべて人力によって掘り続けられた。太平洋戦争が勃発すると、戦争が優先されたため約4年間工事は中断したが、1947年（昭和22年）からまた再開され、着工から15年以上が経過した1949年（昭和24年）5月1日に広神村側に貫通した。中山隧道の開通により、小松倉地区の住民たちにとって大きく生活環境が改善し、雪が降った時でも中山峠を20分で越えられるようになった。まさに、小松倉地区住民たちの血と汗の結晶ともいえる隧道であった。
開通当初、幅1.4メートル、高さ1.5メートルだった中山隧道は、その後幾度も拡幅を重ねながら人々に長らく利用され続けた。その後、時代にふさわしい新たなトンネルを求める地元住民の陳情などもあり、その事業的基盤として1982年（昭和57年）に国道291号が中山隧道を通るルートに延伸された。国道指定後、1998年（平成10年）に国道の道路改良事業によって、中山隧道に隣接する新・中山トンネルが開通し、49年間続いた生活道路としての役割を終えた。その後、日本全国から貴重な生活遺産や土木遺産として活用してほしいという声が寄せられ、現在は史跡として保存されるに至っている。
保存当初は全線徒歩での通り抜けができたが、2015年に崩落の危険性が指摘され、補強工事等を実施した山古志側70メートルの区間のみが公開されており、通り抜けはできない。

### 年表
- 1933年（昭和8年）11月12日：鍬立て式[2]
- 1934年（昭和9年）10月：中山隧道開さく期成会結成[2]
- 1939年（昭和14年）10月21日：80間（144 m）到達[2]
- 1943年（昭和18年）：掘削中断、180間（324 m）[2]
- 1947年（昭和22年）：掘削再開[2]
- 1949年（昭和24年）5月1日：夕刻に貫通、幅4尺、高さ6尺、502.8間[2]。
- 1950年（昭和25年）：2期工事。幅2 m、高さ2.5 mに拡築[2]
- 1956年（昭和31年）：トンネル拡張および、路盤下げ工事[2]
- 1959年（昭和34年）：坑内舗装工事[2]
- 1960年（昭和35年）：広神側坑口付近が落盤。小松倉住民がコンクリート巻き立て工事を施工し補修[2]。
- 1981年（昭和56年）：照明工事[2]
- 1995年（平成7年）：山古志側坑口のコンクリート巻き立て工事（延長9 m）[2]
- 1996年（平成8年）：広神側坑内のモルタル吹付工事（延長214.9 m）[2]
- 1998年（平成10年）：道路規制 幅1.4 m、高さ1.5 m、長さ875 m[2]
  - 同年12月14日：中山トンネルに役割を引き継ぎ新生[2]

- 2015年（平成27年）4月：点検で崩落の恐れがあることが判明し全面通行止め[7][8]
- 2016年（平成28年）4月：長岡市が1,159万円をかけ崩落防止の板や照明などを設置し山古志側70mの一般公開を再開[7][8]

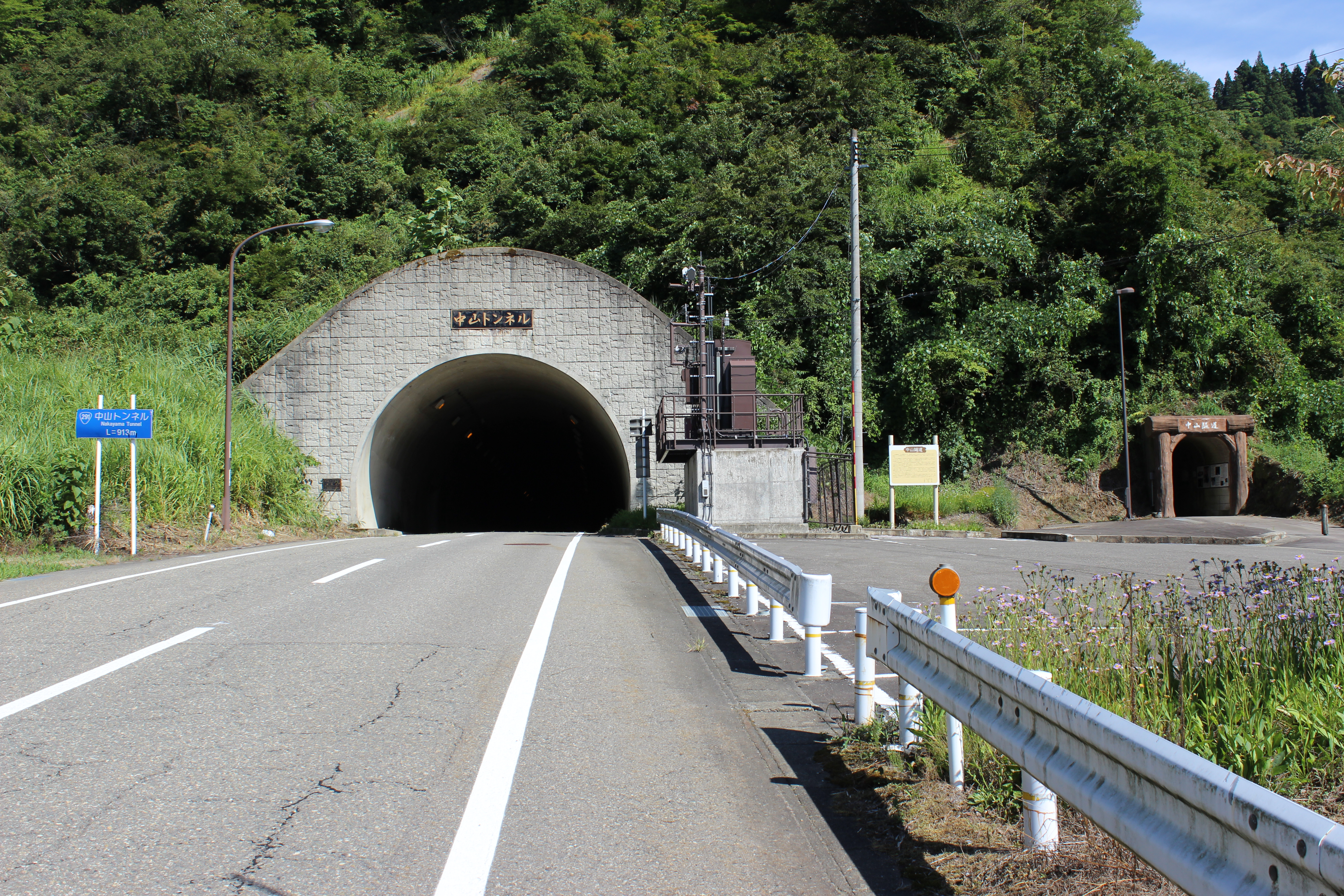
1998年に完成した新トンネル（中山トンネル）。その右手に中山隧道の山古志側坑口があり、展示エリアとなっている。
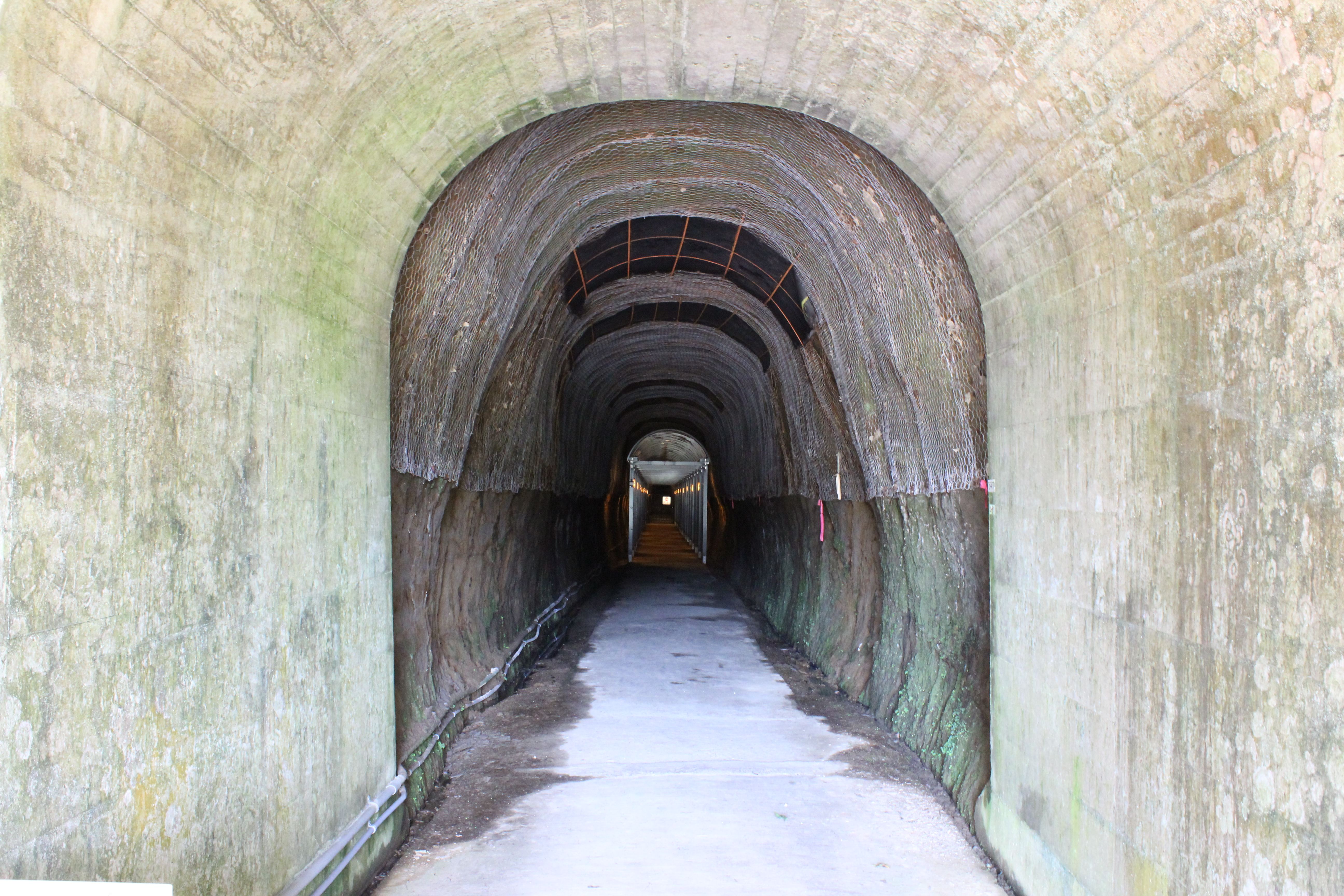
通路手前より奥方向
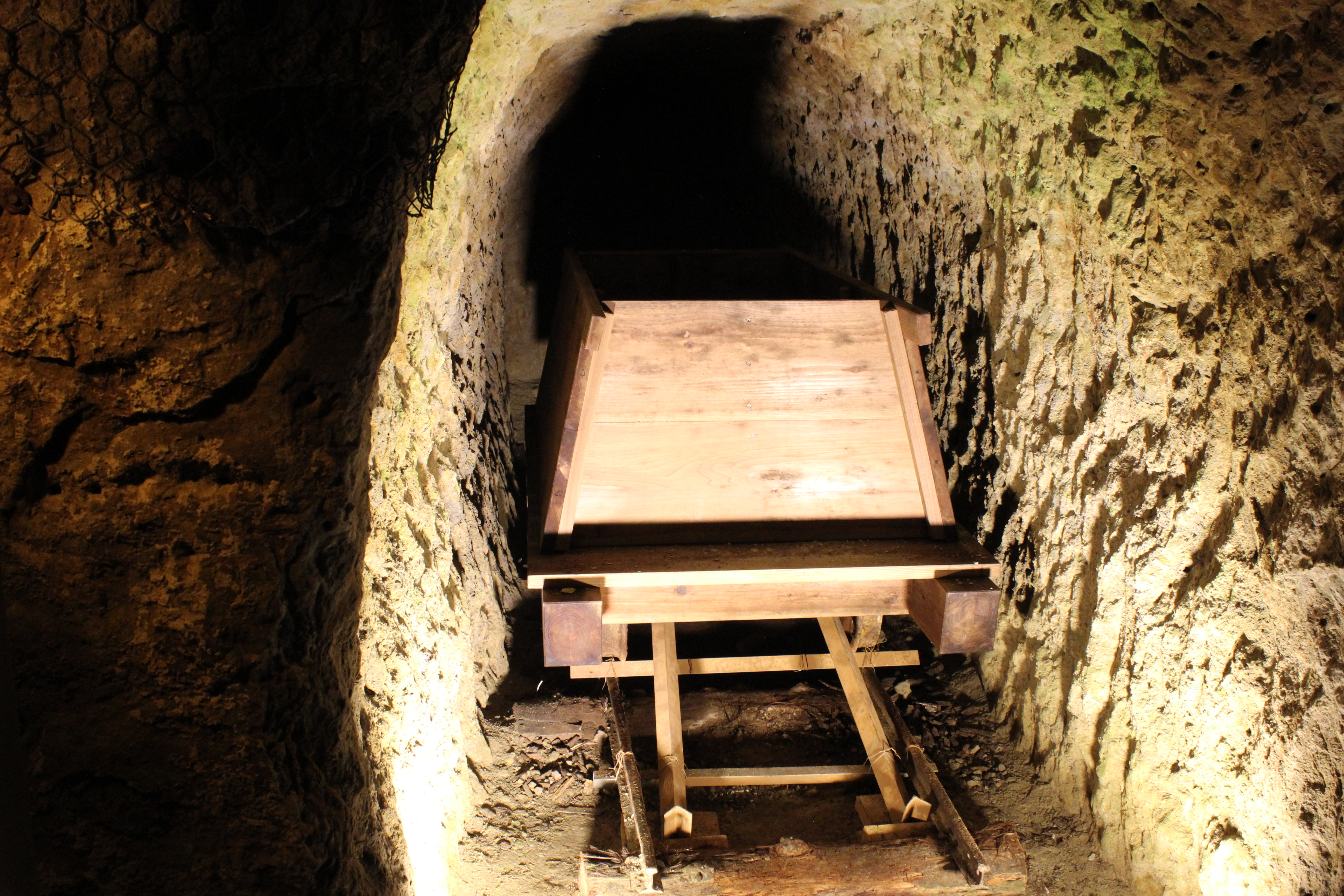
掘削の様子（展示）
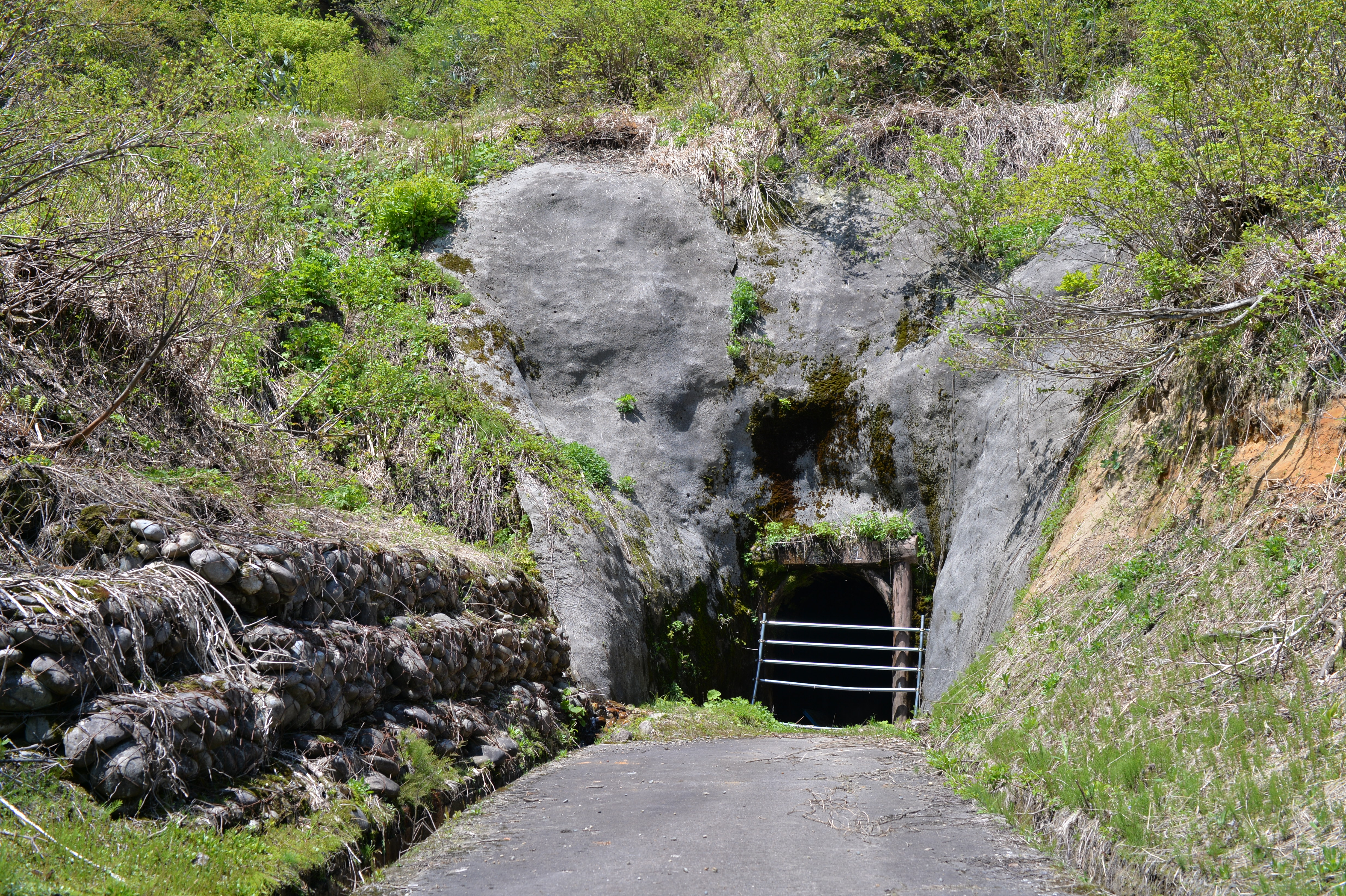
閉鎖された広神側坑口
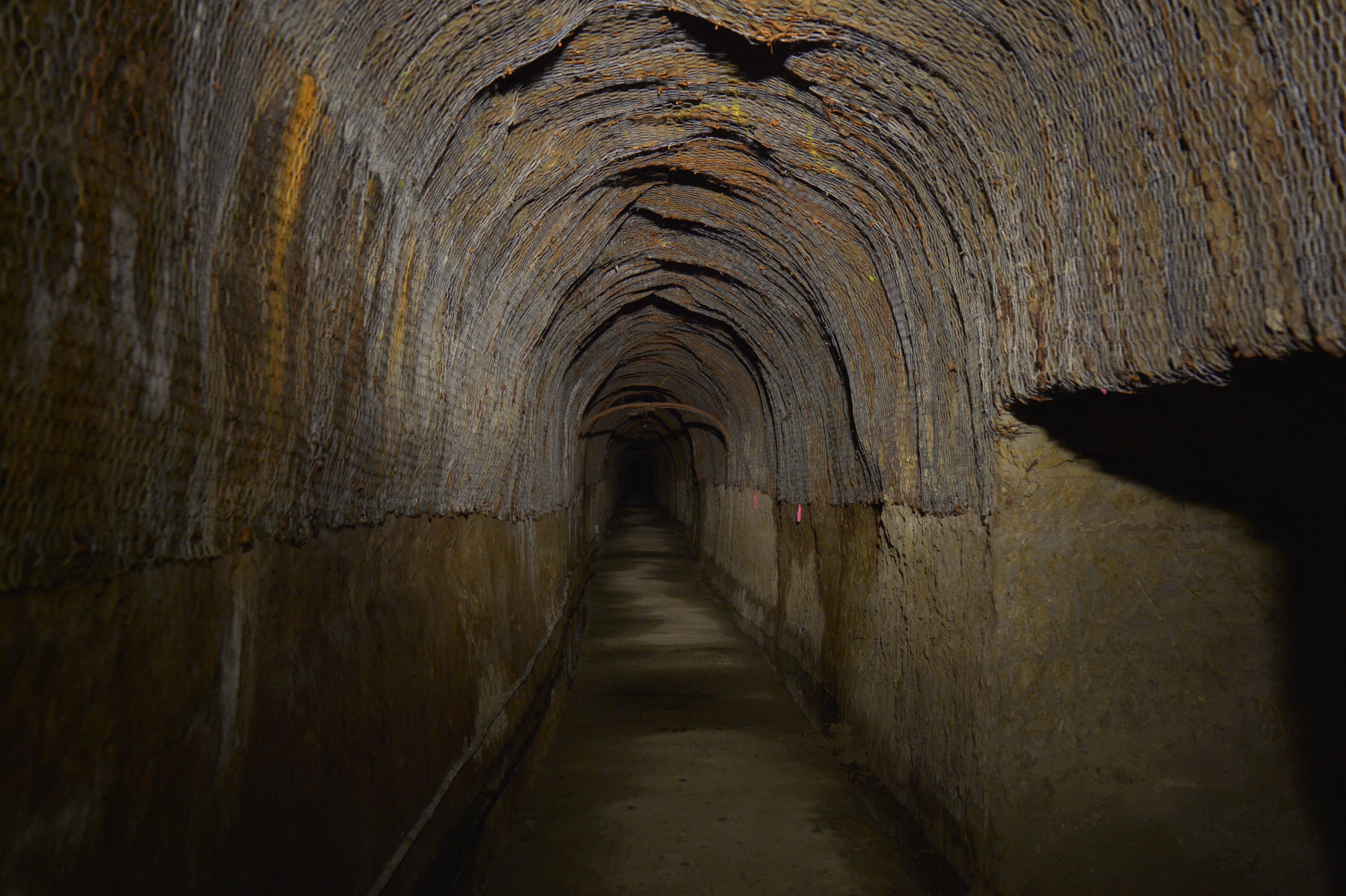
公開エリア最奥部から見たトンネル内部の様子